# Fátima Lopes (Modedesignerin)

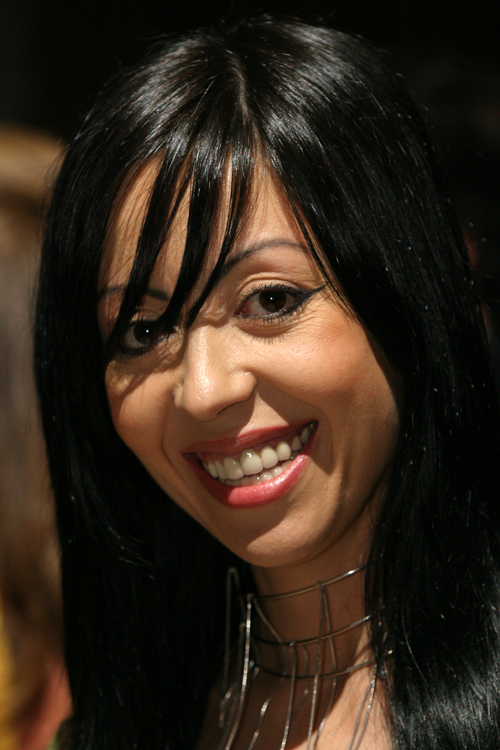
Fátima Lopes

Fátima Lopes (* 8. März 1965 in Funchal) ist eine portugiesische Modedesignerin.

## Leben

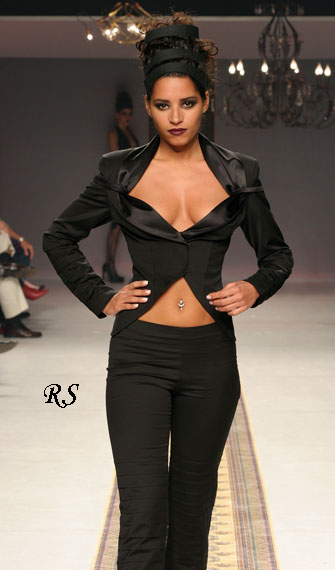
Kleidung von Fátima Lopes, 2005

Bereits als Jugendliche schneiderte Lopes aus Unzufriedenheit mit dem Angebot der Läden auf Madeira Kleidungsstücke. 1990 zog sie 1990 nach Lissabon und eröffnete mit einer Freundin eine Boutique namens Versus in der Avenida de Roma, in der sie importierte Mode verkaufte. Als sie 1992 in Paris nach eigener Aussage nichts im Einkauf für ihre Boutique fand, das ihr gefiel, begann sie, selbst Mode zu entwerfen und zu verkaufen. Der Laden hieß fortan Fátima Lopes.
Seit 1994 war Fátima Lopes auf Pariser Modenschauen präsent und eröffnete in Paris 1996 eine Filiale. Sie erweiterte in der Zeit die Palette der von ihr entworfenen Produkte und bot in der Folge auch selbstentworfene Schuhe, Lingerie und Lederwaren an. 1998 bezog sie im Lissabonner Bairro Alto ein Gebäude in der Rua Atalaia, in dem sie ein Ladenlokal, einen Nachtklub, ein Atelier, ein Modestudio und eine Modelagentur unterbrachte.
Im März 1999 war sie die erste Designerin aus Portugal auf der Pariser Fashion Week und präsentiert seither zweimal jährlich ihre neuen Kreationen dort. 2000 sorgte der von ihr entworfene, teuerste Bikini der Welt in Paris für Aufsehen. Sie selbst zeigte den 4,7 Kilogramm schweren, mit Gold und Edelsteinen gefertigten Bikini im Wert von über einer Million Dollar auf dem Laufsteg in Paris. Seit 2001 erweiterte sie die Angebotspalette u. a. um Schmuck, Heimtextilien, Porzellan, Brillen und Schreibgeräte. Von 2005 bis 2013 entwarf Lopes die formelle Bekleidung der Portugiesischen Fußballnationalmannschaft. Im Frühjahr 2012 eröffnete sie die Pariser Fashion Week, wie bereits im Vorjahr.
2006 verlieh ihr Staatspräsident Jorge Sampaio den Orden des Infanten Dom Henrique in der Kommandeursklasse. Fátima Lopes zählt zu den erfolgreichsten Unternehmerin der portugiesischen Modebranche.

## Privatleben

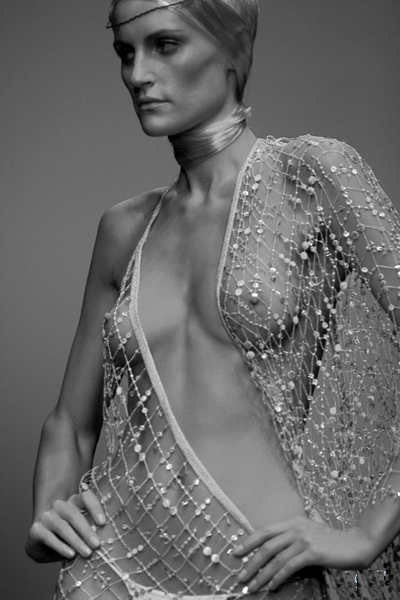
Kleidung von Fátima Lopes, Kollektion Frühjahr/Sommer 2005

Von 2016 bis 2018 war Lopes mit dem portugiesischen Schönheitschirurgen Ângelo Rebelo verheiratet.

## Rezeption
Durch ihre Auftritte in Fernsehsendungen, auch als Moderatorin von Modesendungen und Modelcastingshows, ist sie in Portugal eine bekannte Persönlichkeit, auch in der breiten Öffentlichkeit. Durch ihre starke Präsenz in den Medien und der internationalen Modebranche hat sie Ana Salazar in der Rolle der bedeutendsten Modeschöpferin Portugals inzwischen abgelöst.
Ihre Mode gilt in der Branche als innovativ und ist als besonders figurbetont und zeigefreudig bekannt. Sie verwendet oft Pelz und Leder als Material. In die Kritik geriet sie durch ihre Aussage, sie benutze echte Tierpelze und echtes Leder und halte Kritik daran für absurd.